# Kaple svatého Jana Nepomuckého (Albrechtice u Frýdlantu)
Kaple svatého Jana Nepomuckého v Albrechticích u Frýdlantu pocházející z roku 1729 je barokní sakrální stavba, která se nachází v severní části obce. Duchovní správou kaple spadá pod Římskokatolická farnost Dětřichov u Frýdlantu.

## Historie

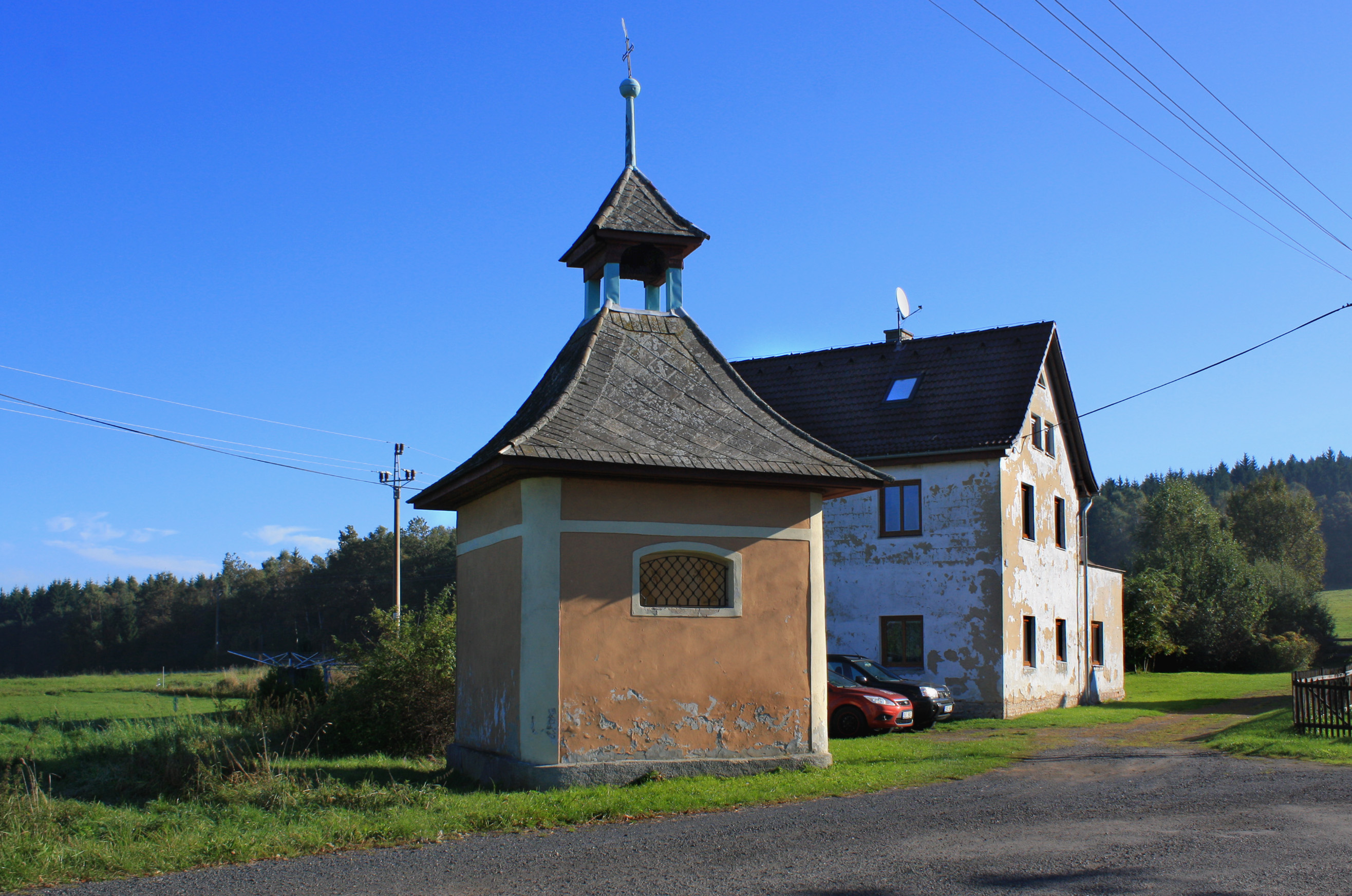
Kaple sv. Jana Nepomuckého v Albrechticích u Frýdlantu z cesty

O povolení stavby kaple sv. Jana Nepomuckého požádal vrchnost starosta obce Krištof Jahn 27. července 1729. Již 7. září 1729 přišlo povolení ke stavbě této kaple. Tato kaple byla jako fundace obce Olbersdorf 17. dubna 1730 uznána konzistoří. Ještě v roce 1729 byla postavena a v roce 1730 vysvěcena. V dalších letech byla průběžně opravována, ale její větší rekonstrukci začala prodělávat od roku 1868. K dokončení opravy došlo 27. června 1871, kdy byla kaple nově zastřešena břidlicovými taškami. Obvyklá májová pobožnost se konala před I. světovou válkou každý večer v měsíci květnu. Tato praxe po skončení války však zanikla. V kapličce byly dva zvony. Na jednom byl nápis: JWK1799, na hřbitovním zvonu (umíráčku) byla dedikace Nejsvětější Trojici 1887. Tyto dva původní zvony byly v roce 1916 zrekvírovány pro válečné potřeby.

V roce 1923 obec uspořádala sbírku na nové zvony, která vynesla 2000 Kč. Protože obec Nová Ves (Neudorf) si opatřila nové zvony, prodala za 1600 Kč jeden zvon Albrechticím. Tento zvon byl odlit v roce 1647 a vážil asi 130 kg, mosaz 110 kg a palička 5 kg. Původně byl určen jako hřbitovní zvon. Průměr zvonu byl 55 cm a jeho výška 52 cm. Dále byl od firmy Oktav Vinter v Broumově za částku 900 Kč objednán menší zvonek o váze 36 kg, přičemž jeho samotná váha činila 25 kg. 10. června 1923 byly oba zvony slavnostně požehnány farářem Nowakem. Tzv. kmotrů zvonu bylo 50. Tito dárci vybrali ještě částku 1191 Kč, které poté co pokryly veškeré výdaje, mj. 170 Kč na opravu kaple. Zůstala ještě částka 500 Kč na udržování zvonů i na údržbu vnitřku kaple. Při této opravě v roce 1923 byla otevřena špička věžičky a byly do ní umístěny pamětní dokumenty. 
Od roku 1923 se v kapli konala pravidelná bohoslužba dvakrát ročně - v květnu a při posvícení. V srpnu 1929 u příležitosti 200. výročí proběhla sbírka na stavbu nového podkroví kaple. Sbírka vynesla 2650 Kč. V roce 1930 se přistoupilo k provedení. 14. července 1930 pod vedením Emmericha Augusta bylo odňato staré podkroví a postaveno nové. Vše se podařilo do 27. července, kdy se konala církevní oslava. Projekt vyhotovil místní rodák, ředitel a vrchní inženýr stavební firmy Preibret a Reinelt v Mníšku Anton Rösler. Střešní pokrývačské práce provedl Ferdinand Krause z Hemmrichu, klempířské práce klempíř Jakel z Dětřichova. Veškeré stavební náklady na opravu střechy kapličky činily něco přes 5 tisíc Kč. Kníže Clam-Gallas daroval na požádání 5 m3 stavebního dřeva a ředitel Rösler obnos 500 Kč. Stavební výbor měl k dispozici sumu 3800 Kč, takže zbytek musel být pokryt dalšími dary, protože obec na tyto účely již neměla finanční prostředky.

V roce 2000 byla při rekonstrukci v kopuli kaple nalezena plechová schránka, obsahující dokumenty, fotografie a mince z let 1871–1930. Helena Pospíšilová, která dokumenty přeložila, a Vladimír Limberský, který byl iniciátorem opravy, při té příležitosti připravili publikaci Poselství kapličky. Kaple byla rekonstruována libereckou firmou SCANDIC Consulting s.r.o. Tato oprava byla pořízena na vlastní náklady firmy pana Floumy a pana Limberského. Po opravě nově pořízené klíče železné brány kaple byly předány starostovi města Frýdlantu Jindřichu Wurmovi a frýdlantskému děkanovi Oldřichu Kolářovi.

## Architektura
Má čtvercový půdorys se zaoblenými nárožími a na její střeše je umístěna zvonička. Okna i obdélníkový vchod umístěný v průčelí stavby jsou sklenuty segmentovanými oblouky. Vnitřek kaple je sklenut plackou, na níž se po stranách niky nacházejí čtyři lunety. Na závěrové stěně kaple je zbudován plochý oltářní výklenek.